# Triebel/Vogtl.
Triebel/Vogtl. település Németországban, azon belül Szászország tartományban. Lakosainak száma 1179 fő (2023. december 31.). Triebel/Vogtl. Eichigt és Oelsnitz/Vogtl. községekkel határos.

## Népesség
A település népességének változása:
| Lakosok száma | 1235 | 1228 | 1186 | 1187 | 1179 |
|               | 2017 | 2019 | 2021 | 2022 | 2023 |